# Can Prat (Sant Gregori)
Can Prat és un conjunt del municipi de Sant Gregori (Gironès) que consta d'una antiga masia del segle xviii, un paller i la casa nova del segle xix. Està protegit com a bé cultural d'interès local.

## La Casa Vella
Antiga masia formada per un volum principal de planta rectangular, desenvolupat en planta baixa i pis i coberta de teula àrab a dues vessants. Adossat a un lateral de la façana principal hi ha una edificació de planta rectangular, desenvolupada en planta baixa i golfes i coberta de teula àrab a dues vessants. Les parets portants del conjunt són de maçoneria, amb restes d'arrebossat a les façanes i carreus ben tallats a les cantonades i emmarcant les obertures. La façana principal presenta una porta dovellada, descentrada. Les altres obertures tenen llinda plana amb carreus bisellats o motllurats (una façana del cos adossat) i ampits de pedra motllurada les finestres. El ràfec de la façana principal és una combinació de quatre fileres entre rajols plans i teula. A la part posterior hi ha un cos més alt.

## Paller
Construcció rural de planta rectangular, les parets portants són de maçoneria amb pedres ben tallades a les cantonades de la façana principal. La coberta és a dues vessants feta amb cairats, llates i teula àrab. El bigam de la coberta és de tirada triple amb tres jàsseres suportades per una jàssera transversal que descansa sobre dos pilars de maçoneria, un situat a l'interior i l'altre a la façana.
Els pallers havien estat concebuts com a edificacions annexes al mas, generalment aïllades i ben ventilades, per a guardar les eines relacionades amb les feines del camp o emmagatzemar farratge, gra, etc.

## La Casa Nova
Edifici rural aïllat de planta rectangular, desenvolupat en planta baixa i dues plantes superiors, la coberta és de teula àrab a dues vessants. Parets portants de maçoneria, arrebossada a les façanes i deixant a la vista els carreus que emmarquen les obertures i les quatre cantonades, amb carreus arrodonits. La formalització de la façana principal (sud) s'estructura a partir d'un eix central de simetria on hi ha col·locats la porta d'accés a la planta baixa i un senzill frontó amb obertura central rematant aquest alçat. L'interior de l'edifici s'estructura a partir de tres crugies perpendiculars a la façana principal, els sostres són fets amb voltes de rajol la coberta amb cairats de fusta. És interessant l'espai de l'entrada amb l'escala per pujar al pis col·locada en el centre al fons de la sala i emmarcada per un forat en forma d'arc de mig punt, igual que els dos laterals.

## Història
En una llinda de finestra del cos principal de la Casa Vella hi ha l'any 1774. En una llinda de finestra del cos annex hi ha l'any 1717. Sota el ràfec de la façana principal es poden veure restes de pintures amb dibuixos i inscripcions, entre elles apareix el mateix any que la llinda. A l'era davant l'antiga masia hi ha una pica de pedra, també del segle xviii.
La Casa Nova de Can Prat està construïda l'any 1887.